# Hansjacob Staemmler
Hansjacob Staemmler (* 1978 in Nordhausen) ist ein deutscher Pianist und Hochschullehrer.

## Leben und Wirken
Hansjacob Staemmler studierte bei Georg Sava an der Hochschule für Musik Hanns Eisler Berlin, absolvierte Meisterkurse bei Daniel Barenboim und Menahem Pressler und war Preisträger verschiedener Wettbewerbe.
Als Solist, Kammermusiker und Liedbegleiter konzertierte er in zahlreichen europäischen Ländern und in Amerika. Unter anderem spielte er in der Berliner Philharmonie, der Berliner Staatsoper, dem Wiener Musikverein und bei Musikfestivals wie den Salzburger Festspielen und dem Mozartfest Würzburg. Er tritt mit bekannten Solisten und Ensembles auf, darunter Božo Paradžik, Juris Teichmanis, Burkhard Glaetzner, Christian und Martin Ostertag, Kilian Herold sowie Mitgliedern der Berliner Philharmoniker. Gemeinsam mit seinem Bruder, dem Cellisten Peter-Philipp Staemmler, bildet er das Duo Staemmler und gewann mit diesem im Jahr 2009 den Preis des Deutschen Musikwettbewerbs.
Neben seinem vielseitigen klassischen Repertoire arbeitet Staemmler eng mit zeitgenössischen Komponisten zusammen und brachte Werke von Helmut Oehring, Sarah Nemtsov und Friedrich Schenker zur Uraufführung.
Parallel zu seiner Konzerttätigkeit war er zunächst mehrere Jahre als künstlerischer Mitarbeiter an der Universität der Künste Berlin tätig. Seit 2009 ist er Dozent an der Hochschule für Musik Freiburg und hat einen Lehrauftrag für Kammermusik an der Hochschule für Musik Karlsruhe inne. Seit 2021 lehrt er als Professor an der  Musikhochschule Frankfurt am Main in den Bereichen Klavierkammermusik und Korrepetitionsausbildung.
Staemmler spielte mehrere CDs ein. Die CD Composing Beethoven (2020) mit Beethovens Klarinettentrios op. 11 und op. 38 sowie den Bagatellen op. 119 (arrangiert von Johannes Schöllhorn) wurde für den Preis der Deutschen Schallplattenkritik in der Kategorie „Kammermusik“ nominiert. Zudem wurden seine Konzerte verschiedentlich in Studioproduktionen vom Rundfunk aufgezeichnet (Bayerischer Rundfunk, Deutschlandradio, Südwestrundfunk).

## Diskografie
- Oboe Sonatas. Mit Burkhard Glaetzner, Oboe. Werke von Nikos Skalkottas, Frank Michael Beyer, Stefan Wolpe, Friedrich Goldmann, Hans Erich Apostel, Ernst Krenek (Capriccio Records; 2007)
- Glory and Damnation. Bach, Buxtehude, Mendelssohn, Brahms, Reger. Arrangements for Piano Duo. Mit Thomas Friedrich, Klavier (Phoenix Edition; 2008)
- Duo Staemmler: Works for Cello and Piano by Beethoven, Miaskovsky, Lutoslavsky, Strauss. Mit Peter-Philipp Staemmler, Cello (Genuin classics)
- Double Bass goes Beethoven. Mit Božo Paradžik, Kontrabass (Solo Musica; 2011)
- Beethoven, Ries, Celloworks. Mit Juris Teichmanis, Cello (ARS Produktion; 2016)
- Composing Beethoven. Clarinett Trios. Kilian Herold, Klarinette; Peter-Philipp Staemmler, Cello (Carvi-Music/SWR; 2020)
- Vienna 1913. Mit Kilian Herold, Klarinette. Werke von Johannes Brahms, Alban Berg, Egon Kornauth und Erich W. Korngold (CAvi/SWR2; 2021)